# Kapp Records
Kapp Records foi um gravadora independente estadunidense fundada em 1954 por David Kapp, irmão de Jack Kapp (que dirigiu a American Decca Records em 1934). David Kapp fundou sua própria gravadora depois de desentendimentos com a Decca Records e a RCA Victor Records. Kapp licenciou suas gravações para a London Records para o lançamento no Reino Unido.